# 责任保险
責任保險（liability insurance），或稱第三者保險（third-party insurance），通指承擔第三者損失的保險。該損失係因受保人的行為而產生。受損範圍通常包括人體受傷（bodily injury）及財物損失（property damage）。有些責任保險也承擔第三者的個人傷害（personal injury）。